# Жилкино (городской округ Истра)

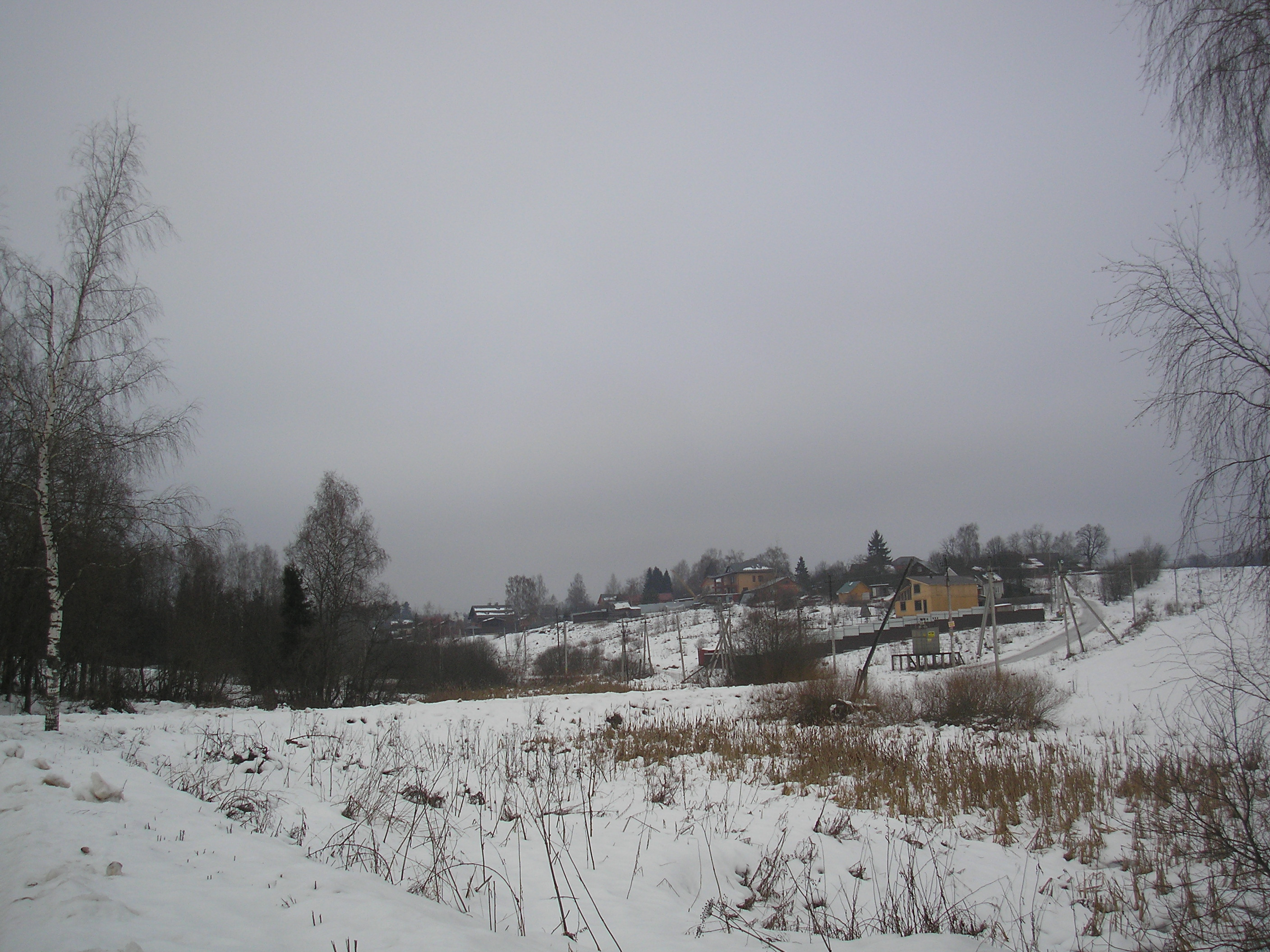

Жилкино — деревня в Костровском сельском поселении Истринского района Московской области. Население — 46 чел. (2016), в деревне 3 улицы, зарегистрировано 2 садовых товарищества.
Находится примерно в 12 км на юго-запад от Истры, на правом берегу речки Лукшенка (левый приток Малой Истры), высота над уровнем моря 184 м. Ближайший населённый пункт — Кострово в полукилометре южнее.

## Население
| 1852 | 1859 | 1890 | 1899 | 1926 | 2002 | 2006 |
| ---- | ---- | ---- | ---- | ---- | ---- | ---- |
| 143  | ↘138 | ↗157 | ↘153 | ↘125 | ↘28  | ↘25  |
| 2010 | 2016 |      |      |      |      |      |
| ↗37  | ↗46  |      |      |      |      |      |